# Павлов Василь Борисович
Васи́ль Бори́сович Па́влов (нар. 17 грудня 1974; Київ) — український військовий історик, викладач, радник міністра у справах ветеранів (з 2021 року); завідувач сектору воєнно-історичної політики Департаменту військової освіти, науки, соціальної та гуманітарної політики Міністерства оборони України (2019—2020), радник заступника голови Адміністрації Президента України (2017—2019), провідний спеціаліст відділу військово-патріотичного виховання Головного управління морально-психологічного забезпечення Збройних Сил України (2018—2019), голова ГО «Центр мілітарної історії».

## Біографія
Народився 17 грудня 1974 року в Києві.
Закінчив Київський національний університет імені Тараса Шевченка. У 1996—2014 роках працював вчителем історії Київського військового ліцею ім. І. Богуна, був завідувачем навчально-методичного кабінету.
У 2015―2016 роках працював головним спеціалістом Управління популяризаційно-просвітницької роботи Українського інституту національної пам'яті. Був членом робочої групи з доопрацювання навчальних програм з історії при Міністерстві освіти і науки України. Брав участь у розробці навчальних програм «Історія українського війська», «Основи військової етики та психології» для військових ліцеїв і ліцеїв з посиленою військово-фізичною підготовкою.
Працював співробітником науково-дослідної частини історичного факультету Київського національного університету імені Тараса Шевченка.
У 2017—2019 роках — радник заступника голови Адміністрації Президента України.
У 2018 році заснував громадську організацію «Центр мілітарної історії».
З 2018 по 2019 рік працював провідним спеціалістом відділу військово-патріотичного виховання Головного управління морально-психологічного забезпечення Збройних Сил України.
У 2019—2020 роках — завідувач сектору воєнно-історичної політики Департаменту військової освіти, науки, соціальної та гуманітарної політики Міністерства оборони України.
Також був співробітником Українського центру культурних досліджень.
У 2020 році був призначений головним спеціалістом експертної групи національно-патріотичного виховання Міністерства у справах ветеранів, а з 2021 року є радником міністра у справах ветеранів.
Під час Російського вторгнення в Україну працював керівником експертної групи з питань внутрішніх комунікацій Директорату інформаційної політики у сфері оборони та стратегічних комунікацій Міністерства оборони України.

## Нагороди
- орден «За заслуги» ІІІ ступеня (1 грудня 2017 року) — за значний особистий внесок у державне будівництво, соціально-економічний, науково-технічний, культурно-освітній розвиток Української держави, вагомі трудові досягнення, багаторічну сумлінну працю[18]

## Друковані праці
- Захисник України / С. Хараху, І. Дзюба, Є. Саганчі, О. Ящишин, В. Павлов, В. Нефедов.— Львів: Світ, 2018;— 224 с.: іл.
- Захист Вітчизни (рівень стандарту): підруч. для 10 кл. закл. заг. серед. осв. / С. Хараху, В. Павлов, І. Дзюба, Є. Саганчі — Львів: Світ, 2018. — 216 с. : іл., табл
- Історія українського війська / М. Відейко, А. Галушка, В. Лободаєв, М. Майоров, Я. Примаченко, Є. Синиця, А. Харук та ін. / під заг. ред. В. Павлова — Харків: Клуб сімейного дозвілля, 2016; — 416 с.
- І розверзлося пекло… Світ у війні 1939—1945 років / М. Гейстінґс / під. заг. ред. В. Павлова — Харків: Клуб сімейного дозвілля, 2019—752 с.